# Râul Araci
Râul Araci este un curs de apă, afluent al râului Olt. Se formează la confluența brațelor Vâlcele și Pârâul Drugii

## Hărți
- Harta județului Covasna
- Harta Munții Bodoc-Baraolt  Arhivat în 29 ianuarie 2014, la Wayback Machine.